# Mats Persson (riksdagsman)
Mats Persson, född 1657 i Valsinge, Björsäters socken och död den 1 mars 1739 i Kungshagen, Askeby socken var riksdagsman för Bankekinds härad år 1713-1714.
Mats var nämndeman och häradsdomare i Bankekind härad och son till nämndemannen Per Henriksson i Valsinge härstammandes från den östgötska släkten Wessing med rötter i Östergötland från tidigt 1500-tal.